# アシュトン・カーゾン (初代カーゾン子爵)

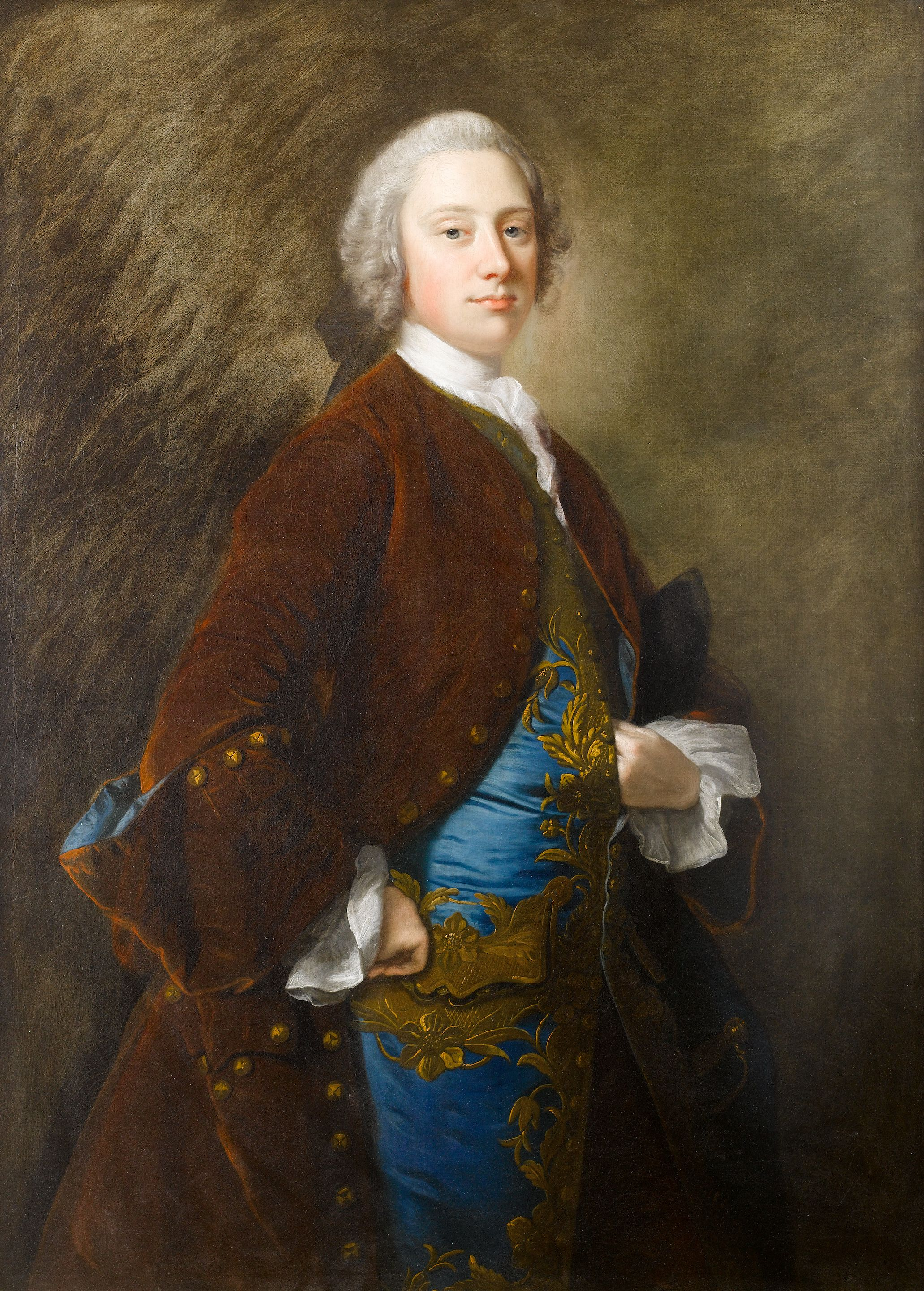
トマス・ハドソンによる肖像画

初代カーゾン子爵アシュトン・カーゾン（英語: Assheton Curzon, 1st Viscount Curzon、1730年2月2日 – 1820年3月21日）は、イギリスの政治家。1754年から1780年までと1792年から1794年まで庶民院議員を務めた。

## 生涯
第4代準男爵サー・ナサニエル・カーゾンと妻メアリー（Mary、旧姓アシュトン（Assheton）、第2代準男爵サー・ラルフ・アシュトンの娘）の次男として、1730年2月2日に生まれ、セント・ジョージ・ハノーヴァー・スクエアで洗礼を受けた。1740年から1746年までウェストミンスター・スクールで教育を受けた後、1747年2月6日にオックスフォード大学ブレーズノーズ・カレッジに入学、1754年7月2日にD.C.L.の学位を修得した。
1754年イギリス総選挙ではカーゾン家が影響力を有するクリセロー選挙区から出馬して、無投票で当選した。クリセロー選挙区における102件の市民借地権のうち、リスター家（Lister）とカーゾン家が共同で過半数となる53件を所有していたため、同選挙区は2家の懐中選挙区であり、以降1774年イギリス総選挙までカーゾンは無投票での再選を繰り返した。1761年イギリス総選挙では兄ナサニエルがダービーシャー選挙区でカーゾンを推薦しようとしたが、カーゾンは辞退している。しかし、1780年イギリス総選挙ではリスター家のトマス・リスターが裏切り、2家が共同で所有する市民借地権の投票を拒否したため、市民借地権102件のうち53件が投票できず、残り49件のうちリスター家が30件を所有したため、アシュトンは17票しか得られず、33票と31票を得たリスター家の候補2名に敗れた。1784年イギリス総選挙でも同様の結果になったが、2家は1790年イギリス総選挙までに和解、カーゾンの長男ペン・アシュトンは1790年の総選挙で当選した。1792年にペン・アシュトンがレスターシャー選挙区の補欠選挙に出馬してクリセロー選挙区の議員を辞任すると、カーゾンは再び出馬して無投票で当選、以降1794年に叙爵されるまで議員を務めた。
議会ではトーリー党に所属し、グレンヴィル内閣期の1763年秋にチャールズ・ジェンキンソンから政府支持であると評され、第1次ロッキンガム侯爵内閣期（1765年 – 1766年）に印紙法廃止法案に反対票を投じ、チャタム伯爵内閣期（1766年 – 1768年）にも野党に同調して投票した。ノース内閣期（1770年 – 1782年）では『ザ・パブリック・レジャー』紙が1779年に「与党側で投票するものの、内閣大臣に賛成できないときは庶民院を退出することもある」と評しており、1780年には商務庁廃止の採決で野党に同調して投票した。2度目の議員期（1792年 – 1794年）では投票と演説の記録がなかった。
第1次小ピット内閣期（1783年 – 1801年）の1794年8月13日にグレートブリテン貴族であるバッキンガムシャーにおけるペンのカーゾン男爵に叙された。アディントン内閣期（1801年 – 1804年）に首相ヘンリー・アディントンにより、同じく男爵位を所有している兄ナサニエルを差し置いて1802年2月27日に連合王国貴族であるバッキンガムシャーにおけるペンのカーゾン子爵に叙された。パーシヴァル内閣期（1809年 – 1812年）に首相スペンサー・パーシヴァルに対し伯爵位への叙爵を申請したが、これは失敗に終わっている。
1820年3月21日に死去、息子ペン・アシュトンに先立たれたため孫リチャードが爵位を継承した。遺産は12万ポンドに満たないという金額だった。

## 家族
1756年2月23日、エスター・ハンマー（Esther Hanmer、1764年7月21日没、ウィリアム・ハンマーの娘）と結婚、1男2女をもうけた。
- ペン・アシュトン（1757年1月31日 – 1797年9月3日） - 庶民院議員。1787年7月31日、ソフィア・ハウ（1762年2月19日 – 1835年12月3日、初代ハウ伯爵リチャード・ハウの娘、1799年に第2代ハウ女男爵）と結婚、子供あり。第2代カーゾン子爵・第3代ハウ男爵・初代ハウ伯爵リチャード・カーゾン＝ハウの父
- エスター（Esther、1839年11月7日没） - 1778年1月8日、第2代準男爵サー・ジョージ・ブロムリーの娘と結婚、子供あり
- メアリー（1760年2月11日 – 1804年9月19日） - 1779年7月1日、第2代ストール男爵ヘンリー・ビルソン＝レッグ（英語版）と結婚、子供あり

1766年2月6日、ドロシー・グローヴナー（Dorothy Grosvenor、1774年2月25日没、第6代準男爵サー・ロバート・グローヴナーの娘）と再婚、2男2女をもうけた。
- アシュトン（1771年6月1日 – ?）[10]
- ロバート（英語版）（1774年2月13日 – 1863年5月14日） - 庶民院議員。1808年10月14日、ハリエット・アン・ビショップ（1787年9月7日 – 1870年11月15日、1829年に第13代ズーシュ女男爵）と結婚、子供あり[9]
- エリザベス（1859年4月14日没）[10]
- シャーロット - 1799年、ダグデイル・ストラトフォード・ダグデイル（Dugdale Stratford Dugdale）と結婚[10]

1777年4月17日、アンナ・マーガレッタ・トレコシック（Anna Margaretta Trecothick、旧姓メレディス（Meredith）、1804年6月13日没、バーロー・トレコシックの未亡人、アモス・メレディスの娘）と再婚したが、2人の間に子供はいなかった。